# Krakorec

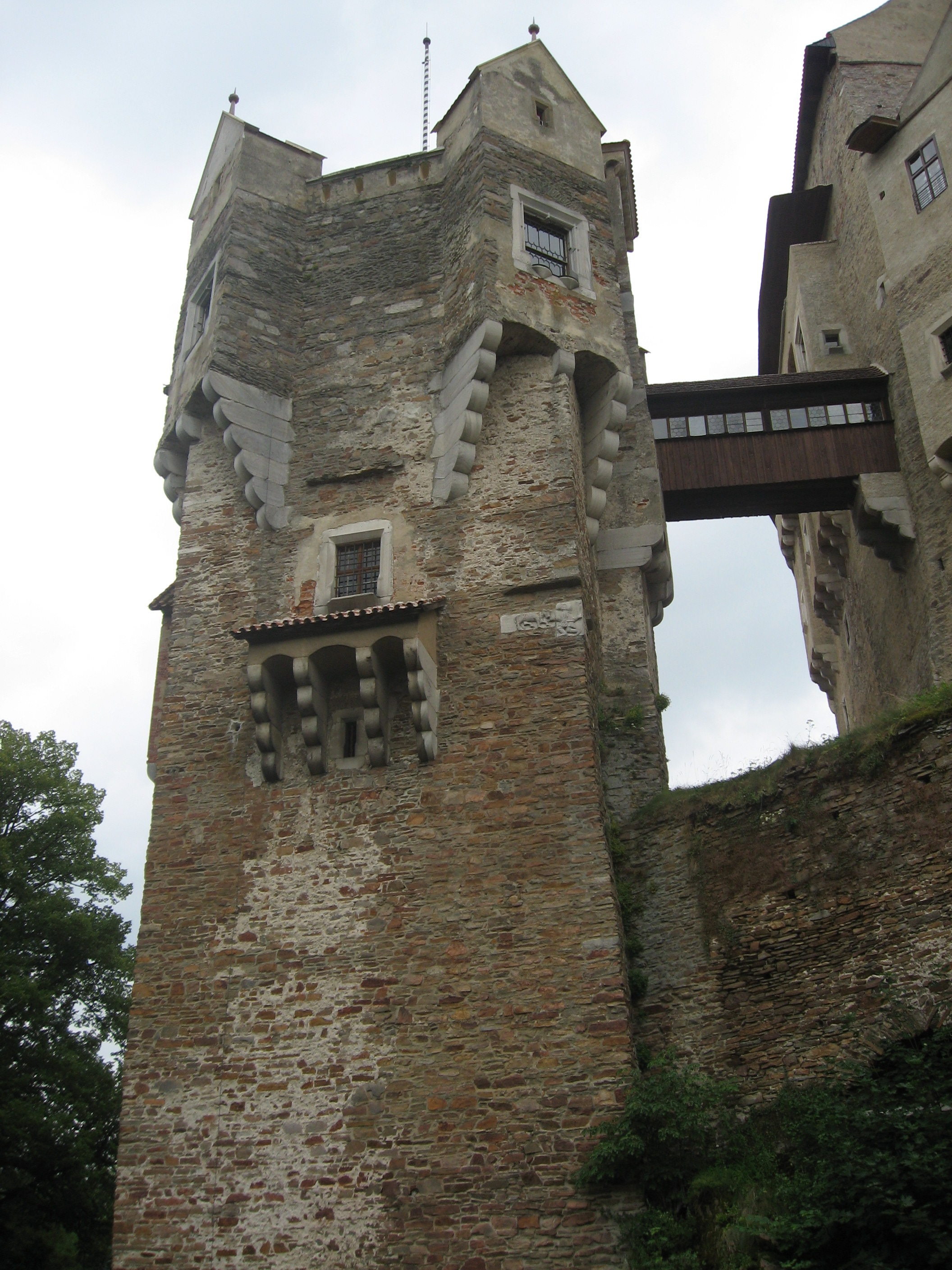
typické užití krakorců – hrad Pernštejn

Krakorec je kamenný gotický hranolový nosný článek vodorovně vysunutý ze zdiva a nesoucí zpravidla arkýř, prevét či ochoz. 
Velice často je použito několika článků položených na sobě, přičemž každý další je vysunut o cca 30–50 cm. Každý jednotlivý článek je zpravidla okosen a spodní plocha půlkruhem přechází do plochy čelní. Tato úprava, podobně jako u sedlového portálu,    naznačuje vznik kamenného prvku přepisem prvku dřevěného. 
V gotické architektuře se rozlišuje drobnější konzola (nesoucí například výběh klenebního žebra) a mohutnější krakorec, přičemž krakorec je v podstatě specifickým a velmi rozšířeným typem velké konzoly. V mladší architektuře je užíván pouze termín konzola. V zaalpské architektuře však byly krakorce často užívány ještě v období renesance.